# Хоггатт, Уилфорд Бейкон
Уилфорд Бейкон Хоггатт (англ. Wilford Bacon Hoggatt; 11 сентября 1865, Пейоли, Индиана, США — 26 февраля 1938, Нью-Йорк, США) — американский политический деятель, офицер Военно-морских сил США и предприниматель, член Республиканской партии США. Участник Испано-американской войны 1898 года. Шестой губернатор округа Аляска, занимал пост в период с 1906 по 1909 год.

## Биография
Уилфорд Бейкон Хоггатт родился 11 сентября 1865 года в Пейоли (штат Индиана) в семье Изабель (в девичестве Бейкон, англ. Bacon) и Уильяма М. Хоггатта. После окончания в 1884 году Военно-морской академии США начал карьеру офицера военно-морского флота. В 1889 году Хоггатт получил задание от Национальной геодезической службы США и в течение четырёх лет исследовал прибрежные воды Юго-Восточной Аляски.
12 июня 1893 года Хоггатт женился в Сент-Луисе (округ Колумбия) на Мари Хейден. Брак продлился до смерти супруги в 1900 году. В июне 1893 года Уилфорд получил степень бакалавра права в школе права Колумбийского университета (ныне школа права Университета Джорджа Вашингтона). Затем служил в качестве юриста в корпусе генерального прокурора, а также занимал пост помощника начальника Бюро оборудования военно-морской обсерватории США. Во время испано-американской войны Хоггатт был назначен президентом Уильямом Мак-Кинли в военно-морской совет по стратегии.
В августе 1898 года Хоггатт уволился из Военно-морского флота США и поступил в горную школу Колумбийского университета. Через год переехал со своим братом Гербертом на Аляску, в город Джуно, где получил несколько заявок на добычу полезных ископаемых. В тот же период в заливе Бернерс братьями было основано прибыльное предприятие «Juneau Mines Company», в котором Хоггатт занимал должность менеджера.

### Губернатор Аляски
10 марта 1906 года президент США Теодор Рузвельт назначил Уилфорда Хоггатта на пост губернатора округа Аляска. 25 февраля следующего года Хоггатт женился повторно. В браке с Клариссой Имс Миллард из Ютики (штат Нью-Йорк) родились три дочери: Кларисса, Изабель и Элинор.
Новый губернатор являлся сторонником активного экономического развития округа, его усилия были сосредоточены на расширении добычи угля. Хоггатт рассматривал уголь в качестве полезного источника энергии и необходимого материала для создания и расширения железнодорожной сети Аляски. Однако усилиям Хоггатта помешал Конгресс США, стремившийся к контролю роста новых монополий и принявший закон, ограничивающий размер горнодобывающих районов. Затем, в ноябре 1906 года, президент Рузвельт запретил всякую добычу угля на государственных землях. Поскольку подавляющее большинство территории Аляски принадлежало федеральному правительству, данное решение фактически наложило запрет на добычу угля в округе.
Ещё одним препятствием для политики Хоггатта стал отказ федеральных законодательных органов власти пересмотреть законы о межевании; это, в свою очередь, создавало проблемы для владельцев гомстедов и золотодобытчиков, желавших переехать на Аляску. Также именно при губернаторе Хоггатте административный центр Аляски был перемещён из Ситки в Джуно. Кроме того, вразрез с мнением большинства населения округа, губернатор выступал против предоставления Аляске статуса территории. В первую очередь данная позиция была связана с опасениями Хоггатта относительно того, что введение новых налогов, предусмотренных территориальным законодательством, потенциально будет препятствовать дальнейшему экономическому развитию всего района.
Уилфорд Хоггатт официально сложил полномочия губернатора 20 мая 1909 года после вступления в должность Уолтера Кларка, назначенного на пост президентом Уильямом Говардом Тафтом.

### Поздние годы
После отставки с поста губернатора Хоггатт вернулся на должность менеджера горнодобывающей компании. В 1912—1926 годах году являлся президентом производственной фирмы «Keyes Product Company» в Нью-Лондоне (штат Коннектикут). Затем Уилфорд переехал в Нью-Йорк, где провёл остаток своей жизни. Хоггатт умер 26 февраля 1938 года в Бронксе, был похоронен в Ютике.